# Observatoire de Saint-Pétersbourg
L'Observatoire de Saint-Pétersbourg, ou Observatoire astronomique de l'Académie des sciences de Saint-Pétersbourg est l'un des premiers observatoires astronomiques de Russie. Fondé en 1725 dans les étages supérieurs de la Kunstkamera, il est inauguré en 1735.

## Histoire
Ayant visité l'observatoire de Greenwich dès 1698, le tsar Pierre le Grand décide de la fondation de l'Académie des sciences de Saint-Pétersbourg en 1724 et dote en même temps cette institution d'un observatoire. Occupant trois étages dans une tour octogonale au sommet de l'édifice construit pour l'académie, l'observatoire est d'abord dirigé par Joseph-Nicolas Delisle, astronome français qui arrive en 1726, accompagné de son frère Louis Delisle de la Croyère et d'un artiste nommé Vignon. En 1734, un second astronome, Gottfried Heinsius, de Leipzig, est appelé à Saint-Pétersbourg.
En 1738, Johann Friedrich Weidler donne la liste des instruments dont est doté l'observatoire, dont une ligne méridienne, un sextant mural de 5 pieds de rayon, une lunette des passages, trois télescopes newtoniens, un sextant mobile, plusieurs pendules fabriquées à Paris et à Londres, deux globes de trois pieds de diamètres, deux lunettes de Giuseppe Campani de 15 et 25 pieds de longueur, une machine parallactique avec micromètre, deux quarts-de-cercles mobiles, etc. Des instruments météorologiques sont établis sur la galerie extérieure du côté nord.
En décembre 1747, un incendie majeur ravage le bâtiment de l'Académie et l'observatoire est détruit à l'exception des murs. À la même époque, Heinsius puis Delisle quittent l'observatoire, qui sera ensuite dirigé par S.A. Braun et N. Popov. Rénové et équipé de nouveaux instruments, l'observatoire est fonctionnel dès l'année suivante.
L'astronome August Nathanael Grichov (en) en prend bientôt la direction. Il fait l'acquisition d'instruments de grande qualité dont un quart-de-cercle de 8 pieds et un instrument des passages de 5 pieds, tous deux construits par John Bird (en). Mais ces derniers ne sont pas utilisés, car Grichov a fait le projet de déménager l'observatoire pour échapper à la pollution urbaine.
On y observe le transit de Vénus devant le Soleil en 1761. En 1763, la direction de l'observatoire est confiée à Stepan Roumovski, qui y observe le passage de Vénus de 1769. Anders Lexell y travaille aussi à cette époque, de même que Leonhard Euler.
En 1796, l'abbé Henry de Mannheim entre à l'Académie et prend en charge l'observatoire où il installe les instruments de Bird, maintenant obsolètes.
En 1803, Theodor von Schubert (en) prend la direction de l'observatoire et en modernise les installations. Il peut ainsi fournir de très précises observations des astéroïdes Cérès et Junon.
Tout au long de son histoire, l'observatoire remplit un rôle très important dans l'exploration géographique de l'Empire russe et coordonne notamment de nombreuses expéditions en Sibérie.
En 1827, l'Académie prépare un plan détaillé pour la construction d'un nouvel observatoire en dehors de la ville. En 1833, l'empereur donne l'ordre de construire le nouvel observatoire de Poulkovo.